# Bánhalma-Halastó megállóhely
Bánhalma-Halastó megállóhely egy Jász-Nagykun-Szolnok vármegyei vasúti megállóhely, melyet (bezárásáig) a MÁV üzemeltetett. Kunhegyes település déli határszéle közelében helyezkedik el, a legközelebbi jelentősebb lakott hely a névadó − Kendereshez tartozó − Bánhalma, mintegy 5 kilométerre délnyugatra. A megálló közúti megközelítését csak önkormányzati utak biztosították. 
Az alacsony kihasználtságra hivatkozva a vonatok 2019. december 15-étől nem állnak meg a megállóhelyen.

## Vasútvonalak
A megállóhelyet az alábbi vasútvonalak érintik:
- Kál-Kápolna–Kisújszállás-vasútvonal

## Kapcsolódó állomások
A megállóhelyhez az alábbi állomások vannak a legközelebb:
- Előhát megállóhely (Kál-Kápolna–Kisújszállás-vasútvonal)
- Kenderes megállóhely (Kál-Kápolna–Kisújszállás-vasútvonal)

## Forgalom
Bezárása előtt a Kál-Kápolna és Kisújszállás között közlekedő személyvonatok álltak itt meg.